# کوسکوس وودلاک
کوسکوس وودلاک (نام علمی: Phalanger lullulae) نام یک گونه از سرده پره‌کیسه‌دارها است.